# 큰코코끼리땃쥐
큰코코끼리땃쥐 또는 큰코도약땃쥐는 코끼리땃쥐과의 큰코끼리땃쥐속(Rhynchocyon)에 속하는 코끼리땃쥐의 총칭이다. 이 속에서 가장 많이 알려져 있는 종은 체크무늬코끼리땃쥐
와 금빛허리코끼리땃쥐이다.
다음 4종을 포함하고 있다.
- 금빛허리코끼리땃쥐 (Rhynchocyon chrysopygus)
- 체크무늬코끼리땃쥐 (Rhynchocyon cirnei)
- 검붉은코끼리땃쥐 (Rhynchocyon petersi)
- 회색얼굴코끼리땃쥐 (Rhynchocyon udzungwensis)[4]